# Championnat de Belgique de football de troisième division 1966-1967
Navigation
saison précédente saison suivante
Le Championnat de Belgique de football Division 3 1966-1967 est la 38e édition du championnat de troisième niveau national de football en Belgique. Il conserve le même format que la saison précédente, à savoir deux séries de 16 équipes, qui se rencontrent deux fois chacune pendant la saison. Les deux champions sont promus en Division 2, tandis que les deux derniers de chaque série sont relégués en Promotion.
Dans la « série A », le Racing Tournai est le seul club wallon à pouvoir rivaliser avec les Flandriens. Les « Rats » résistent à leurs rivaux et décrochent leur quatrième titre au 3e niveau. Fait plutôt rare, les joueurs du « matricule 36 » n'ont concédé qu'une seule défaite. À l'autre extrémité du tableau, les promus de La Louvière assurent leur maintien de justesse au détriment de Courtrai Sport. Celui-ci, qui a connu 30 saisons dans l'antichambre de l'élite, entame une période « de vaches maigres ». La survie du « matricule 19 » passera par une fusion. Le second descendant est Auvelais bien plus distancé. Le club sambrien paie au prix fort le fait que les cercles namurois ont été versés dans la série avec les Flandres, synonyme entre autres, de déplacements plus longs. Ici aussi, l'âge d'or est terminé. Douze mois plus tard, il retourne en provinciale namuroise. Il fera encore quelques apparitions en Promotion, surtout dans les années '70, mais ne retrouvera jamais son lustre des « Sixties ».
Trois cercles se détachent nettement dans la « série B » (le 4e classé pointe 10 unités derrière): Turnhout (descendant de D2), Bomm (relégué un an avant) et le Racing Tirlemont (qui, après des années 1950 pétillantes, végète au 3e niveau depuis 10 ans). La lutte reste épique entre les trois prétendants. C'est finalement, les « Sucriers » qui empochent le titre un peu à la surprise générale. Coïncidence cruelle, l'autre club de la localité, le « Voorwaarts » termine bon dernier et retourne en Promotion. Ce club ne reviendra plus à pareil niveau et sombrera rapidement en provinciale. En 1981, une fusion réunira les deux clubs de l'entité. L'autre descendant est Wavre Sports qui se fait déborder par Winterslag et les promus du Sporting Hasselt.
Pour les deux « Racing » champions, il s'agit de leur dernier grand fait d'armes avant longtemps. Ils ne pourront guère s'acclimater à une « D2 » qui a fort évolué. Tirlemont redescendra directement et Tournai après trois ans.

## Clubs participants

### Série A
| #  | Nom                                       | Mat. | Ville       | Stades           | En D3 depuis    | Total en D3 | Saison précéd.           |
| -- | ----------------------------------------- | ---- | ----------- | ---------------- | --------------- | ----------- | ------------------------ |
| 1  | Royal Cercle Sportif Brugeois             | 12   | Bruges      | Edgard De Smedt  | 1966-1967 (1er) | 5 saisons   | Division 1, 15e          |
| 2  | Royal Racing Club de Gand                 | 11   | Gand        | Emmanuel Hiel    | 1955-1956 (12e) | 22 saisons  | 14e Série B              |
| 3  | Koninklijke Kortrijk Sport                | 19   | Courtrai    | Guldensporen     | 1964-1965 (3e)  | 16 saisons  | 12e Série B              |
| 4  | Koninklijke Vanneste Genootschap Oostende | 31   | Ostende     | ??               | 1964-1965 (3e)  | 20 saisons  | 11e Série B              |
| 5  | Royal Racing Club Tournaisien             | 36   | Tournai     | Drève de Maire   | 1962-1963 (5e)  | 24 saisons  | 3e Série B               |
| 6  | Royal Albert Elisabeth Club Mons          | 44   | Mons        | Charles Tondreau | 1961-1962 (6e)  | 34 saisons  | 7e Série B               |
| 7  | Koninklijke Sport Kring Roeselare         | 134  | Roulers     | Het Motje        | 1960-1961 (7e)  | 17 saisons  | 2e Série B               |
| 8  | Koninklijke Football Club Vigor Hamme     | 211  | Hamme       | Gemeentelijke    | 1962-1963 (5e)  | 12 saisons  | 13e Série B              |
| 9  | Royal Excelsior Mouscron                  | 224  | Mouscron    | Le Canonnier     | 1963-1964 (3e)  | 3 saisons   | 5e Série B               |
| 10 | Koninklijke Sport Vereniging Sottegem     | 225  | Zottegem    | Stedelijke       | 1961-1962 (6e)  | 6 saisons   | 6e Série B               |
| 11 | White Star Club Lauwe                     | 535  | Lauwe       | ??               | 1965-1966 (2e)  | 2 saisons   | 10e Série B              |
| 12 | Royale Entente Sportive Jamboise          | 1579 | Jambes      | stade communal   | 1960-1961 (7e)  | 10 saisons  | 12e Série A              |
| 13 | Voetbal Club Zwevegem Sport               | 3521 | Zwevegem    | Gemeentelijke    | 1962-1963 (5e)  | 5 saisons   | 4e Série B               |
| 14 | Union Basse-Sambre Auvelais               | 4290 | Auvelais    | ??               | 1959-1960 (8e)  | 10 saisons  | 8e Série A               |
| 15 | Koninklijke Sport-Club Eendracht Aalst    | 90   | Alost       | Pierre Cornelis  | 1966-1967 (1er) | 10 saisons  | Promotion - Série D, 1er |
| 16 | Royale Association Athlétique Louviéroise | 93   | La Louvière | ??               | 1966-1967 (1er) | 23 saisons  | Promotion - Série A, 1er |

#### Localisation série A
| \| CS Brugeois Roulers Zwevegem Lauwe VG Oostende Courtrai Alost Sottegem Hamme RC Gand RC Tournai La Louvière Mons Mouscron Jambes Auvelais \| Localisation des clubs engagés en Division 3A 1966-1967 |
| CS Brugeois Roulers Zwevegem Lauwe VG Oostende Courtrai Alost Sottegem Hamme RC Gand RC Tournai La Louvière Mons Mouscron Jambes Auvelais                                                               |

### Série B
| #  | Nom                                                       | Mat. | Ville      | Stades          | En D3 depuis    | Total en D3 | Saison précéd.          |
| -- | --------------------------------------------------------- | ---- | ---------- | --------------- | --------------- | ----------- | ----------------------- |
| 1  | Koninklijke Football Club Turnhout                        | 148  | Turnhout   | Villa Park      | 1966-1967 (1er) | 9 saisons   | Division 2,16e          |
| 2  | Koninklijke Lyra                                          | 52   | Lierre     | Lyrastadion     | 1961-1962 (6e)  | 6 saisons   | 5e Série A              |
| 3  | Koninklijke Boom Football Club                            | 58   | Boom       | Parc communal   | 1965-1966 (2e)  | 8 saisons   | 2e Série A              |
| 4  | Royal Racing Football Club Montegnée                      | 77   | Montegnée  | ??              | 1954-1955 (13e) | 28 saisons  | 14e Série A             |
| 5  | Royal Wavre Sports                                        | 79   | Wavre      | ??              | 1964-1965 (3e)  | 3 saisons   | 8e Série B              |
| 6  | Royal Racing Club Tirlemont                               | 132  | Tirlemont  | Julien Bergé    | 1957-1958 (10e) | 15 saisons  | 3e Série A              |
| 7  | Royal Stade Waremmien Football Club                       | 190  | Waremme    | Edmond Leburton | 1962-1963 (5e)  | 25 saisons  | 4e Série A              |
| 8  | Kon. Amical Club & Verbroedering Brasschaat               | 228  | Brasschaat | Gemeentelijke   | 1965-1966 (2e)  | 2 saisons   | 11e Série A             |
| 9  | Koninklijke Football Club Winterslag                      | 322  | Winterslag | Noordlaan       | 1964-1965 (3e)  | 12 saisons  | 7e Série A              |
| 10 | Koninklijke Oud-Leerlingen St-Eduardus Merksem Sport-Club | 544  | Merksem    | Gemeentelijk    | 1963-1964 (4e)  | 12 saisons  | 9e Série A              |
| 11 | Koninklijke Wezel Sport Football Club                     | 844  | Wezel      | Balen-Neetlaan  | 1960-1961 (7e)  | 17 saisons  | 13e Série A             |
| 12 | Sporting Houthalen                                        | 2402 | Houthalen  | Gemeentelijke   | 1962-1963 (5e)  | 5 saisons   | 10e Série A             |
| 13 | Vrij en Vlug Overpelt-Fabriek                             | 2554 | Overpelt   | De Leukens      | 1957-1958 (10e) | 10 saisons  | 6e Série A              |
| 14 | Racing Jette                                              | 4549 | Jette      | Communal        | 1965-1966 (2e)  | 2 saisons   | 9e Série B              |
| 15 | Koninklijke Sporting Club Hasselt                         | 37   | Hasselt    | Stedelijke      | 1966-1967 (1er) | 11 saisons  | Promotion - Série B,1er |
| 16 | Voorwaarts Tienen                                         | 3229 | Tirlemont  | Kabeekse Poort  | 1965-1966 (1er) | 13 saisons  | Promotion - Série C,1er |

#### Localisation série B
| \| Turnhout Brasschaat Boom OLSE Merksem Lyra Wezel Overpelt Winterslag Houthalen Hasselt Racing Jette Wavre RC Tirlemont Voorwaarts Montegnée Waremme \| Localisation des clubs engagés en Division 3B 1966-1967 |
| Turnhout Brasschaat Boom OLSE Merksem Lyra Wezel Overpelt Winterslag Houthalen Hasselt Racing Jette Wavre RC Tirlemont Voorwaarts Montegnée Waremme                                                               |

## Classements & Résultats
- Le nom des clubs est celui employé à l'époque

Légende
- Clubs champions et promus en Division 2 la saison suivante
- Clubs relégués en Promotion la saison suivante

Abréviations
 : club relégué de « Division 2 » depuis la saison précédente
 : Clubs promus de « Promotion » depuis la saison précédente

### Classement final - Série A
| Rang | Équipe                       | Pts | J  | G  | N  | P  | Bp | Bc | Diff |
| ---- | ---------------------------- | --- | -- | -- | -- | -- | -- | -- | ---- |
| 1    | R. RC TOURNAISIEN            | 45  | 30 | 16 | 13 | 1  | 51 | 22 | +29  |
| 2    | K. SV Sottegem               | 39  | 30 | 14 | 11 | 5  | 45 | 24 | +21  |
| 3    | White Star Club Lauwe        | 38  | 30 | 14 | 10 | 6  | 47 | 36 | +11  |
| 4    | R. CS Brugeois               | 35  | 30 | 12 | 11 | 7  | 36 | 17 | +19  |
| 5    | K. SC Eendracht Aalst        | 35  | 30 | 12 | 11 | 7  | 51 | 34 | +17  |
| 6    | VC Zwevegem Sport            | 32  | 30 | 14 | 4  | 12 | 38 | 39 | -1   |
| 7    | R. Entente Sportive Jamboise | 31  | 30 | 11 | 9  | 10 | 26 | 33 | -7   |
| 8    | R. AEC Mons                  | 31  | 30 | 7  | 17 | 6  | 39 | 37 | +2   |
| 9    | K. SK Roeselare              | 28  | 30 | 10 | 8  | 12 | 43 | 39 | +4   |
| 10   | R. Excelsior Mouscron        | 27  | 30 | 9  | 9  | 12 | 45 | 49 | -4   |
| 11   | K. VG Oostende               | 25  | 30 | 10 | 5  | 15 | 33 | 55 | -22  |
| 12   | R. RC de Gand                | 25  | 30 | 9  | 7  | 14 | 38 | 43 | -5   |
| 13   | K. FC Vigor Hamme            | 25  | 30 | 8  | 9  | 13 | 30 | 48 | -18  |
| 14   | R. AA Louviéroise            | 24  | 30 | 8  | 8  | 14 | 38 | 41 | -3   |
| 15   | K. Kortrijk Sport            | 23  | 30 | 10 | 3  | 17 | 38 | 51 | -13  |
| 16   | UBS Auvelais                 | 17  | 30 | 6  | 5  | 19 | 21 | 51 | -30  |

#### Résultats des rencontres - Série A
| Résultats (▼dom., ►ext.)                                   | AAL | AUV | CSB | GAN | HAM | ESJ | KOR | LAU | LOU | MON | EXC | VGO | ROE | SOT | TOU | ZWE |
| K. SC Eendracht Aalst                                      |     | 1-0 | 2-1 | 2-1 | 6-0 | 1-0 | 2-3 | 4-1 | 3-0 | 3-1 | 2-2 | 5-1 | 0-0 | 1-1 | 1-1 | 0-2 |
| UBS Auvelais                                               | 1-0 |     | 0-2 | 0-2 | 1-1 | 3-0 | 1-4 | 1-3 | 1-1 | 0-0 | 1-2 | 2-1 | 2-0 | 2-0 | 1-3 | 0-1 |
| R. CS Brugeois                                             | 2-1 | 1-0 |     | 2-0 | 0-0 | 0-0 | 2-0 | 0-2 | 3-0 | 1-1 | 2-0 | 2-0 | 0-0 | 0-0 | 0-0 | 0-1 |
| R. RC de Gand                                              | 1-2 | 3-0 | 1-1 |     | 0-0 | 0-1 | 0-0 | 0-1 | 0-4 | 0-4 | 1-1 | 4-0 | 2-0 | 2-0 | 0-0 | 2-3 |
| K. FC Vigor Hamme                                          | 1-1 | 2-0 | 1-1 | 1-0 |     | 0-1 | 2-0 | 1-1 | 0-2 | 1-2 | 3-0 | 3-0 | 2-0 | 2-2 | 2-2 | 0-1 |
| R. Ent. Sp. Jamboise                                       | 0-0 | 2-1 | 1-1 | 4-0 | 3-0 |     | 2-0 | 2-0 | 0-0 | 1-1 | 0-0 | 1-0 | 3-0 | 0-3 | 0-1 | 0-1 |
| K. Kortrijk Sport                                          | 3-1 | 2-0 | 0-3 | 1-6 | 1-0 | 5-1 |     | 1-2 | 2-1 | 0-0 | 1-2 | 1-2 | 0-3 | 0-1 | 0-1 | 1-3 |
| White Star Club Lauwe                                      | 1-4 | 0-0 | 0-0 | 1-1 | 5-0 | 2-0 | 2-1 |     | 1-1 | 2-0 | 2-0 | 5-1 | 0-5 | 1-1 | 1-1 | 1-1 |
| R. AA Louviéroise                                          | 1-1 | 5-0 | 0-2 | 0-1 | 2-2 | 0-0 | 6-1 | 4-1 |     | 1-3 | 5-1 | 1-3 | 0-1 | 1-1 | 0-1 | 1-0 |
| R. AEC Mons                                                | 1-0 | 1-1 | 0-0 | 2-2 | 3-3 | 2-0 | 1-2 | 1-3 | 0-0 |     | 1-1 | 1-1 | 4-1 | 1-1 | 1-1 | 2-0 |
| R. Excelsior Mouscron                                      | 1-1 | 1-2 | 1-4 | 2-0 | 6-0 | 7-1 | 2-2 | 1-1 | 5-0 | 0-0 |     | 1-1 | 1-0 | 1-0 | 0-3 | 6-1 |
| K. VG Oostende                                             | 1-1 | 1-0 | 1-0 | 1-3 | 0-1 | 0-1 | 0-4 | 0-2 | 1-0 | 1-1 | 4-0 |     | 3-0 | 0-1 | 1-1 | 3-0 |
| K. SK Roeselare                                            | 1-1 | 8-0 | 0-5 | 1-0 | 3-0 | 0-0 | 0-2 | 1-2 | 0-2 | 3-3 | 4-0 | 6-1 |     | 1-0 | 2-2 | 1-0 |
| K. SV Sottegem                                             | 0-1 | 3-0 | 2-0 | 5-2 | 3-1 | 4-0 | 2-0 | 2-0 | 1-0 | 2-2 | 2-0 | 3-2 | 1-1 |     | 1-1 | 1-0 |
| R. RC Tournaisien                                          | 2-2 | 2-1 | 1-0 | 3-2 | 2-1 | 1-1 | 2-0 | 1-1 | 3-0 | 3-0 | 2-0 | 1-2 | 2-0 | 1-1 |     | 3-0 |
| VC Zwevegem Sport                                          | 4-2 | 1-0 | 2-2 | 1-2 | 1-0 | 0-1 | 3-1 | 1-2 | 2-0 | 3-0 | 3-1 | 0-1 | 1-1 | 1-1 | 1-4 |     |
| - Victoire à domicile - Match nul - Victoire à l'extérieur |     |     |     |     |     |     |     |     |     |     |     |     |     |     |     |     |

#### Résumé
La saison est dominée par le RC Tournaisien, le SV Sottegem, l'Entente Sportive Jamboise et le White Star Lauwe. Alors que le club mosan craque en fin deuxième tour (1 point sur 16 pour terminer), le « White Star » reste au contact des deux leaders jusqu'à l'antépénultième journée. Le RC Tournai, qui n'a concédé qu'une seule défaite à la toute fin du 1er tour, décroche logiquement le titre.
En bas de tableau, le RC de Gand fait la grimace pendant les deux-tiers de la saison en position de « lanterne rouge ». Mais en restant invaincu pendant ses dix dernières rencontres, le « matricule 11 » assure son maintien. Les autres menacés sont l'Excelsior Mouscron qui s'éloigne de la zone dangereuse au fil du second tour, les promus de La Louvière, Kortrijk Sport et l'UBS Auvelais. On pense que les « Orangés » sambriens vont pouvoir imiter les Mouscronnois, mais incapable de gagner le moindre de ses neuf derniers matchs, le « matricule 4290 » s'écroule et est le premier fixé sur son sort deux journées avant la fin. C'est Courtrai qui est piégé par sa série sans victoire (dont 5 défaites) entre la 14e et la 19e au contraire des « Loups » qui avaient, pendant ce temps-là, engrangé juste ce qu'il fallait de points.

### Classement final - Série B
| Rang | Équipe                 | Pts | J  | G  | N  | P  | Bp | Bc | Diff |
| ---- | ---------------------- | --- | -- | -- | -- | -- | -- | -- | ---- |
| 1    | R. RC TIRLEMONT        | 42  | 30 | 19 | 4  | 7  | 53 | 27 | +26  |
| 2    | K. Boom FC             | 40  | 30 | 16 | 8  | 6  | 42 | 15 | +27  |
| 3    | K. FC Turnhout         | 40  | 30 | 15 | 10 | 5  | 45 | 21 | +24  |
| 4    | R. Stade Waremmien FC  | 31  | 30 | 8  | 15 | 7  | 36 | 37 | -1   |
| 5    | K. OLSE Merksem SC     | 30  | 30 | 12 | 6  | 12 | 50 | 45 | +5   |
| 6    | K. Wezel Sport FC      | 30  | 30 | 11 | 8  | 11 | 37 | 43 | -6   |
| 7    | V&V Overpelt-Fabriek   | 30  | 30 | 10 | 10 | 10 | 37 | 35 | +2   |
| 8    | Sporting Houthalen     | 29  | 30 | 12 | 5  | 13 | 40 | 48 | -8   |
| 9    | R. Racing FC Montegnée | 29  | 30 | 11 | 7  | 12 | 33 | 40 | -7   |
| 10   | Racing Jette           | 29  | 30 | 8  | 13 | 9  | 34 | 29 | +5   |
| 11   | K. AC&V Brasschaat     | 28  | 30 | 9  | 10 | 11 | 39 | 38 | +1   |
| 12   | K. Lyra                | 28  | 30 | 9  | 10 | 11 | 28 | 34 | -6   |
| 13   | K. SC Hasselt          | 26  | 30 | 9  | 8  | 13 | 35 | 41 | -6   |
| 14   | K. FC Winterslag       | 26  | 30 | 7  | 12 | 11 | 28 | 41 | -13  |
| 15   | R. Wavre Sports        | 24  | 30 | 6  | 12 | 12 | 33 | 46 | -13  |
| 16   | Voorwaarts Tienen      | 17  | 30 | 4  | 10 | 16 | 20 | 50 | -30  |

#### Résultats des rencontres - Série B
| Résultats (▼dom., ►ext.)                                   | BOO | BRA | HAS | HOU | JET | LYR | MON | MER | OVE | RCT | VOO | TUR | WAR | WSP | WEZ | WIN |
| K. Boom FC                                                 |     | 4-0 | 1-0 | 0-2 | 1-0 | 0-0 | 2-0 | 4-1 | 1-1 | 0-1 | 1-0 | 0-1 | 0-0 | 4-0 | 2-0 | 5-0 |
| K. AVC Braasschat                                          | 1-1 |     | 0-1 | 0-1 | 1-1 | 1-1 | 4-1 | 5-1 | 0-3 | 1-0 | 8-0 | 1-0 | 1-1 | 1-1 | 1-1 | 2-2 |
| K. SC Hasselt                                              | 0-1 | 4-1 |     | 1-2 | 1-1 | 1-1 | 2-0 | 0-2 | 1-2 | 0-0 | 2-2 | 0-1 | 3-2 | 1-1 | 4-1 | 4-1 |
| Sporting Houthalen                                         | 1-0 | 0-2 | 2-0 |     | 1-1 | 2-3 | 1-1 | 2-1 | 1-0 | 2-4 | 1-0 | 0-1 | 4-0 | 2-1 | 2-3 | 1-0 |
| Racing Jette                                               | 1-1 | 2-1 | 2-0 | 2-2 |     | 0-1 | 1-1 | 0-1 | 2-2 | 0-1 | 3-0 | 2-2 | 6-0 | 1-0 | 1-0 | 2-0 |
| K. Lyra                                                    | 0-1 | 1-0 | 3-1 | 3-1 | 2-2 |     | 0-4 | 3-2 | 1-4 | 1-0 | 1-1 | 0-1 | 0-0 | 0-2 | 1-0 | 2-0 |
| R. Racing FC Montegnée                                     | 0-0 | 2-1 | 2-1 | 1-0 | 1-1 | 1-0 |     | 2-1 | 1-0 | 1-3 | 0-3 | 1-1 | 0-0 | 4-1 | 2-0 | 2-0 |
| K. OLSE Merksem SC                                         | 1-3 | 0-1 | 2-0 | 4-3 | 2-0 | 1-1 | 3-0 |     | 5-1 | 1-2 | 3-1 | 0-0 | 1-1 | 3-2 | 3-0 | 1-1 |
| V&V Overpelt-Fabriek                                       | 0-0 | 0-1 | 0-0 | 2-2 | 0-1 | 2-0 | 1-0 | 2-4 |     | 2-1 | 1-1 | 0-0 | 0-0 | 2-0 | 3-2 | 4-0 |
| R. RC Tirlemont                                            | 3-1 | 1-0 | 8-1 | 3-0 | 2-0 | 1-0 | 3-1 | 2-1 | 1-0 |     | 0-0 | 0-1 | 4-0 | 4-2 | 2-1 | 1-1 |
| Voorwaarts Tienen                                          | 0-1 | 1-0 | 1-2 | 1-2 | 1-0 | 0-0 | 0-0 | 1-1 | 1-2 | 0-2 |     | 1-0 | 1-1 | 1-1 | 0-2 | 0-1 |
| K. FC Turnhout                                             | 1-2 | 1-2 | 1-0 | 0-0 | 3-1 | 1-1 | 2-0 | 2-0 | 3-0 | 1-1 | 7-0 |     | 0-0 | 2-2 | 4-0 | 3-1 |
| R. Stade Waremmien FC                                      | 0-1 | 4-0 | 1-1 | 2-0 | 0-0 | 2-1 | 3-1 | 3-1 | 3-1 | 4-1 | 2-2 | 0-1 |     | 2-1 | 2-3 | 2-2 |
| R. Wavre Sport                                             | 1-0 | 2-2 | 0-2 | 2-1 | 1-0 | 1-1 | 0-3 | 1-1 | 1-1 | 0-1 | 2-0 | 5-1 | 0-0 |     | 1-1 | 0-0 |
| K. Wezel Sport FC                                          | 2-1 | 1-1 | 0-0 | 4-0 | 0-0 | 1-0 | 3-1 | 2-1 | 2-1 | 2-1 | 3-1 | 0-3 | 0-0 | 2-2 |     | 0-0 |
| K. FC Winterslag                                           | 0-0 | 0-0 | 0-2 | 2-4 | 1-1 | 1-0 | 3-0 | 0-2 | 0-0 | 3-0 | 1-0 | 1-1 | 1-1 | 3-0 | 3-1 |     |
| - Victoire à domicile - Match nul - Victoire à l'extérieur |     |     |     |     |     |     |     |     |     |     |     |     |     |     |     |     |

#### Résumé
La compétition reste un bon moment en équilibre, mais trois formations se positionnent en « costauds » de la série: Boom FC, le RC Tirlemont et le FC Turnhout. Brasschaat dans un premier temps, puis Waremme et même Merksem font illusion, mais doivent se résoudre à laisser partir les trois premiers. Les « Briquetiers » sont en tête à mi-parcours et donnent l'impression de se détacher, ils craquent vers les deux-tiers du championnat et le trio de tête se reforme. Finalement, le Racing Tirlemont se montre le plus régulier et devance Turnhout qui loupe la remontée directe de peu.
Revenu de « Promotion », l'autre club tirlemontois, le « Voorwaarts » reste confiné en permanence dans la zone dangereuse, car titulaire de la « lanterne rouge » pratiquement durant toute la durée du championnat. La seconde place descendante reste en balance jusqu'à l'avant-dernière journée. Plusieurs formations flirtent avec ce siège éjectable dont Wezel Sport, Montegnée, Wavre Sport, ou les promus d'Hasselt, puis dans la dernière partie de la saison s'y retrouvent Overpelt-Fabriek et Winterslag.
Wezel réalise un bon deuxième qui lui permet de se mettre à l'abri rapidement (il termine 7e). Montegnée, Hasselt puis Overpelt s'extirpent à tour de rôle de la zone rouge. Winterslag et Wavre restent les derniers menacés. Le net succès (3-0) des Limbourgeois contre le « matricule 79 » met fin au suspense lors de la 29e journée.

### Désignation du Champion de Division 3
Le titre de « Champion de Division 3 » est attribué après une confrontation aller/retour entre les vainqueurs de chacune des deux séries.
| Dates        | Domicile          | Déplacement       | Résultat | Remarques |
| ------------ | ----------------- | ----------------- | -------- | --------- |
| 4 mai 1967   | R. RC Tirlemont   | R. RC Tournaisien | ?-?      |           |
| 14 mai 1967  | R. RC Tournaisien | R. RC Tournaisien | ?-?      |           |
| ??? champion |                   |                   |          |           |

Précisons que ce mini-tournoi n'a qu'une valeur honorifique et n'influe pas sur la montée. Les quatre champions de série sont promus.

## Meilleur buteur
- Série A: ?
- Série B: ?

## Récapitulatif de la saison
- Champion A: R. RC Tournaisien (4e titre en D3)
- Champion B: R. RC Tirlemont (2e titre en D3)
- Seizième titre de D3 pour la Province de Brabant
- Douzième titre de D3 pour la Province de Hainaut

| Région flamande (20)            | Région flamande (20) | Province de Brabant (4)      | Province de Brabant (4) | Région wallonne (8)    | Région wallonne (8) |
| ------------------------------- | -------------------- | ---------------------------- | ----------------------- | ---------------------- | ------------------- |
| Province d'Anvers               | 6                    | Région de Bruxelles-Capitale | 1                       | Province de Hainaut    | 4                   |
| Province de Flandre-Occidentale | 6                    | Province du Brabant flamand  | 2                       | Province de Liège      | 2                   |
| Province de Flandre-Orientale   | 4                    | Province du Brabant wallon   | 1                       | Province de Luxembourg | 0                   |
| Province de Limbourg            | 4                    |                              |                         | Province de Namur      | 2                   |

1. ↑  Au niveau footballistique, la province de Brabant est toujours unitaire malgré sa partition territoriale en 1995.

### Admission - Relégations
Le RC Tirlemont  et le RC Tournai montent en Division 2, d'où sont relégués Namur et Willebroek.
Auvelais, Courtrai Sport, Voorwaarts Tienen et Wavre Sports sont renvoyés en Promotion, d'où sont promus Audenarde, Marchienne, l'Excelsior Puurs, l'Olympia Wijgmaal.